# 小齿冷水花
小齿冷水花（学名：Pilea subedentata）为荨麻科冷水花属的植物，为中国的特有植物。分布在中国大陆的海南等地，生长于海拔400米至1,000米的地区，多生长于山谷林下阴湿处，目前尚未由人工引种栽培。